# 哈萨克斯坦—俄罗斯边界

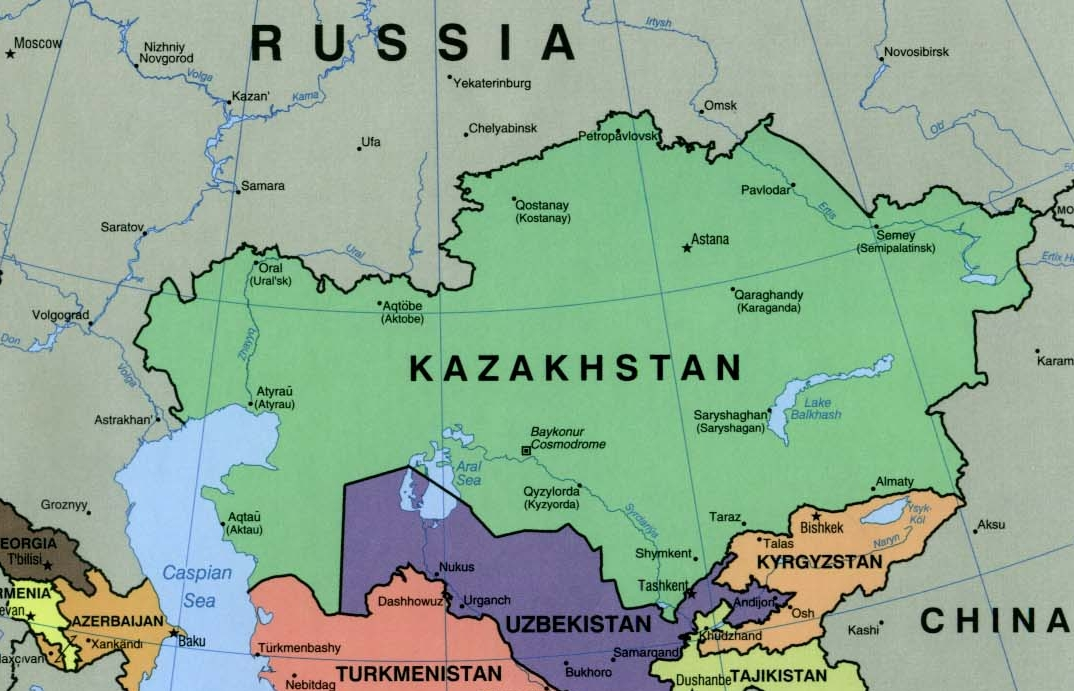
哈萨克斯坦地图，北面是俄罗斯

哈萨克斯坦—俄罗斯边界是哈萨克斯坦与俄罗斯之间的国界，全長7,644-（4,750-英里）。 哈萨克斯坦—俄罗斯边界也是继美加邊界之后第二长的国界。 哈萨克斯坦—俄罗斯边界也是蘇聯時代哈萨克斯坦苏维埃社会主义共和国和俄罗斯苏维埃联邦社会主义共和国的边界。